# Geórgios Koutroubís
Geórgios « Yórgos » Koutroubís (grec moderne : Γεώργιος «Γιώργος» Κουτρουμπής), né le 10 février 1991 à Athènes en Grèce, est un footballeur grec. Il évolue au poste de défenseur central.

## Biographie

### En club
Né à Athènes, Koutroubís commence sa carrière professionnelle en Football League avec le GS Kallithéa. Le 9 août 2012, il signe un contrat de quatre ans avec l'AEK Athènes. Après la relégation de l'AEK Athènes en Football League, en raison de problèmes financiers, Koutroubís, casse son contrat et signe avec le Panathinaïkos le 17 juillet 2013 après un refus de l'AEK Athènes de le libérer de son contrat.
Le 10 septembre 2017, l'entraîneur d'alors, Marínos Ouzounídis nomme le défenseur comme nouveau capitaine du club pour la saison 2017-2018. Le 15 décembre 2017, l'administration du Panathinaïkos annonce que le joueur serait libre de tout contrat en janvier 2018 à cause des difficultés financières du club athénien. Avec le Panathinaïkos, il aura joué au total une centaine de matchs en première division, et 24 matchs en Coupe d'Europe. 
Libre de tout contrat, le grec signe le 31 janvier 2018, un contrat de 6 mois (plus 1 année en option) avec le club belge du Standard de Liège.

### En équipe nationale
Koutroubís joue trois matchs avec la sélection grecque des moins de 19 ans lors de l'année 2010, contre la Serbie, le Portugal et la Roumanie. 
Michael Skibbe, le sélectionneur allemand de la Grèce, le convoque en 2016-2017 pour les matchs face à la Bosnie-Herzégovine et face à la Belgique rentrant dans le cadre des Éliminatoires de la Coupe du monde 2018, mais il reste sur le banc des remplaçants.

## Palmarès
- Panathinaïkos
  - Coupe de Grèce
    - Vainqueur : 2014
- Standard de Liège
  - Coupe de Belgique
    - Vainqueur : 2018